# Maria Kaszyńska
Maria Kaszyńska (ur. w 1953 w Szczecinie) – polska inżynierka, profesorka nauk inżynieryjno-technicznych, w latach 2012–2020 dziekan Wydziału Budownictwa i Architektury Zachodniopomorskiego Uniwersytetu Technologicznego, kierowniczka Katedry Konstrukcji Żelbetowych i Technologii Betonu tegoż uniwersytetu.
Od 2020 roku jest przewodniczącą Polskiego Związku Inżynierów i Techników Budownictwa.

## Życiorys
Wychowała się w Szczecinie. W liceum była przewodniczącą samorządu uczniowskiego. W młodości planowała zostać dziennikarką.
Jest absolwentką Wydziału Budownictwa i Architektury Politechniki Szczecińskiej ze specjalnością w budownictwie przemysłowym i miejskim. W 1977 roku, po studiach, rozpoczęła pracę na macierzystej uczelni – najpierw jako stażystka, potem asystentka. Na tej samej uczelni obroniła także doktorat z zakresu technologii betonu. Po obronie doktoratu wstąpiła do Polskiego Związku Inżynierów i Techników Budownictwa. W 1993 roku uczestniczyła w międzynarodowej konferencji naukowej w Orlando w Stanach Zjednoczonych. Została przedstawicielką Polskiej Akademii Nauk Komitetu Inżynierii Lądowej i Wodnej do współpracy z Amerykańskim Instytutem Betonu. Została także przewodniczącą Sekcji Inżynierii Materiałów Budowlanych KILIW PAN. Od 1994 roku jest przewodniczącą Komitetu Organizacyjnego Konferencji Awarie Budowlane. Od 2002 roku była przewodniczącą Szczecińskiego Oddziału PZITB. Dołączyła także do Zarządu Głównego PZITB i Komitetu Nauki PZITB. Została profesorką nadzwyczajną w Katedrze Konstrukcji Żelbetowych i Technologii Betonu, pełniąc także funkcję kierowniczki Zakładu Technologii Betonu.
W marcu 2012 roku habilitowała ją Rada Wydziału Inżynierii Lądowej Politechniki Warszawskiej. W tym samym roku została wybrana dziekanką Wydziału Budownictwa i Architektury Zachodniopomorskiego Uniwersytetu Technologicznego. W 2016 roku została ponownie wybrana na 4-letnią kadencji dziekana.
10 marca 2020 roku odebrała nominację profesorską. 14 września 2020 roku została wybrana przewodniczącą Polskiego Związku Inżynierów i Techników Budownictwa. Po zmianach strukturalnych na uniwersytecie, została kierowniczką Katedry Konstrukcji Żelbetowych i Technologii Betonu Wydziału Budownictwa i Inżynierii Środowiska ZUT.
Jest autorką 9 publikacji naukowych, recenzentką 7 prac doktoranckich i promotorką 5 doktoratów.

## Odznaczenia i wyróżnienia

### Odznaczenia państwowe
- Krzyż Kawalerski Orderu Odrodzenia Polski (2022)[11]
- Złoty Krzyż Zasługi (2012)[12]
- Srebrny Krzyż Zasługi (2001)[13]
- Honorowa Odznaka „Za zasługi dla budownictwa”[2]
- Złota Odznaka Honorowa Gryfa Zachodniopomorskiego[2] (2008[5])
- Medal Komisji Edukacji Narodowej[2]

### Odznaczenia pozostałe
- Złota odznaka PZITB[2] (2009[5])
- Złota odznaka z diamentem PZITB[2] (2009[5])
- Złota odznaka Naczelnej Organizacji Technicznej Federacji Stowarzyszeń Naukowo-Technicznych[2] (2008[5])
- Odznaka za Zasługi dla Budownictwa[5]

### Wyróżnienia
- Nagroda Rady Polskich Inżynierów w Ameryce Północnej[2] (2007[5])
- Nagroda im. prof. Wacława Żenczykowskiego[2] (2006[5])
- Medal im. prof. Romana Ciesielskiego[2] (2012[5])
- Betonowy Oskar[2]
- Statuetka Herkulesa[2]
- Nagroda I stopnia ministra Nauki i Szkolnictwa Wyższego[5]

## Życie prywatne
Wychowuje dwójkę córek.